# Hydrobiosis copis
Hydrobiosis copis là một loài Trichoptera trong họ Hydrobiosidae. Chúng phân bố ở miền Australasia.